# Блажко Ніна Іванівна
Ніна Іванівна Блажко (*18 липня 1915 — †13 червня 1982) — українська економгеографка. Доктор географічних наук.

## Життєпис
Народилася 18 липня 1915 року в Мелітополі Мелітопольського повіту Таврійської губернії Російської імперії (тепер — районний центр Запорізької області України).
У 1939 році — закінчила Одеський державний університет.
Викладала економічну географію у медичній школі Ворошиловграда.
Викладала географію в школі села Бавлени Кольчугинського району Владимирської області Російської РФСР.
Із 1941 по 1955 рік — викладала економічну географію у Ворошиловградському педагогічному інституті. Із 1944 по 1955 рік — асистент, старший викладач кафедри економічної географії інституту. 
У 1953 році захистила кандидатську дисертацію, присвячену питанням економічної географії Ворошиловградської області.
У 1955 році — переїхала до Одеси. Недовго працювала в Одеському політехнічному інституті.
Із 1956 по 1964 рік — викладала економічну географію у в Одеському державному університеті, на посаді доцента.
Із 1964 по 1982 рік — викладала економічну географію у Казанському університеті. Спочатку — доцент кафедри географії університету, потім — завідувачка і професорка кафедри економічної географії. Читала курси економічної географії СРСР, географії міст, математичної географії.
У 1966 році отримала звання доктор географічних наук — у Московському державному університеті захистила дисертацію «Економіко-географічні методи дослідження системи міських поселень». 
У 1969 році — стала професоркою.
Детально вивчала географію міст України, зокрема, Одеси. Вивчала економічну географію України, в тому числі географію сільського господарства південного заходу України. Розробила функціональну типологію міст з урахуванням їх ролі в територіяльному поділі праці. Досліджувала проблеми матетатичного моделювання географічних процесів і явищ, зокрема, систем розселення.
В останніх працях — широко використовувала методи математичної статистики і математичних моделей.
Померла 13 червня 1982 року в Казані, в Татарстані. Похована в Казані, на кладовищі Самосирово (сектор X/10).